# Bo Aler
Bo Aron Albert Aler, född 13 mars 1926 i Möne församling i Älvsborgs län, död 13 november 2009, var en svensk kärnenergiexpert.
Aler var laborator vid Försvarets forskningsanstalt 1952–1957 och därefter verksam vid AB Atomenergi, för vilket han 1970–1978 var verkställande direktör och 1978–1980 arbetande styrelseordförande. (då Studsvik Energiteknik AB). Han gjorde betydande insatser inom IAEA bland annat som styrelseledamot, och var verksam inom Ingenjörsvetenskapsakademin och Naturvetenskapliga forskningsrådet.